# Tom Richards (Fußballspieler)
Tom Oliver Richards (* 16. Oktober 1994 in Guildford) ist ein englischer Fußballspieler.

## Karriere
Richards begann seine Karriere beim FC Fulham. Im März 2014 wurde er an den Viertligisten AFC Wimbledon verliehen. Sein Debüt in der Football League Two gab er in jenem Monat gegen Fleetwood Town. Nach Saisonende kehrte er zu Fulham zurück.
Im Februar 2015 wurde Richards erneut verliehen, diesmal an den Fünftligisten Aldershot Town. Nach Saisonende wurde er von Aldershot fest verpflichtet. In der Saison 2015/16 absolvierte er 25 Spiele in der National League, wovon er aber in 13 Spielen eingewechselt wurde.
Zur Saison 2016/17 wechselte Richards zum österreichischen Landesligisten FC Kitzbühel.